# میرزا هادی رسوا
میرزا هادی رسوا (انگلیسی: Mirza Hadi Ruswa; ۱ ژانویهٔ ۱۸۵۷ – ۲۱ اکتبر ۱۹۳۱) نویسنده اهل راج بریتانیا بود. او سال‌ها در هیئت مشاوران نواب اوده در مورد مسائل زبان خدمت کرد. او به زبان‌های زیادی از جمله زبان اردو، زبان یونانی و انگلیسی صحبت می‌کرد.